# Microdon scutellaris
Microdon scutellaris är en tvåvingeart som beskrevs av Shannon 1927. Microdon scutellaris ingår i släktet myrblomflugor, och familjen blomflugor. Inga underarter finns listade i Catalogue of Life.